# Pomi d'ottone e manici di scopa
Pomi d'ottone e manici di scopa (Bedknobs and Broomsticks) è un film del 1971 diretto da Robert Stevenson. Il film, che ha come protagonisti Angela Lansbury e David Tomlinson, fu prodotto in tecnica mista dalla Walt Disney Productions ed è basato sui libri per bambini The Magic Bedknob; or, How to Become a Witch in Ten Easy Lessons (1943) e Bonfires and Broomsticks (1947) della scrittrice britannica Mary Norton.
È stato l'ultimo film al quale ha partecipato l'attore Reginald Owen, nella parte del Generale Sir Brian Teagler. Scomparve l'anno seguente all'età di 85 anni.

## Trama
Agosto del 1940, il governo britannico sfolla i bambini nelle campagne per proteggerli dai bombardamenti che l'aviazione nazista infligge a Londra. Paul, Carrie e Charlie Rawlins sono dati in custodia a Miss Eglantine Price nei pressi del borgo di Pepperinge Eye. Turbati per il carattere della donna, tentano inizialmente la fuga, ma quando la vedono volare a cavalcioni di una scopa scelgono di restare al fine di poterla ricattare. Miss Price, messa alle strette, rivela ai bambini di essere un'apprendista strega, che segue un corso per corrispondenza di stregoneria, del quale attende l'ultima lezione, la più importante, quella con l'incantesimo per far muovere le cose. Accettando di allentare le rigide regole da osservare in casa, la donna ottiene che i bambini custodiscano il segreto, e, per sigillare il patto, fa un incantesimo a un pomo d'ottone preso da un letto, consentendogli di viaggiare ovunque si desideri, e lo consegna a Paul, il più piccolo.
Quando arriva una lettera che spiega che miss Price non potrà avere l'ultima lezione del corso di stregoneria, la donna sfrutta il pomo d'ottone per recarsi coi bambini a Londra e incontrare il preside della scuola, il signor Emelius Browne. Qui scoprono che egli non è che un ciarlatano di strada che aveva ricopiato incantesimi trovati in un vecchio libro danneggiato e diviso in due metà a causa di un diverbio tra il professore e il venditore. Si recano così al mercatino di Portobello Road per cercare la parte mancante del libro - Gli incantesimi di Astoroth - ma un malvivente li costringe a patteggiare; in particolare li porta da un vecchio libraio, suo complice, e si scopre così che è lui ad avere la parte mancante.
Il libro parla solo della storia del mago Astoroth e degli incantesimi fatti con un talismano sugli animali allo scopo di renderli più simili agli uomini; ribellandosi al mago, gli animali rubarono molti dei suoi poteri, compreso il talismano che egli portava al collo, poi presero una nave e salparono cancellando così le proprie tracce al mondo. Solo un indiano naufrago aveva affermato di essere finito in un'isola governata da animali capaci di parlare la lingua umana. L'isola, secondo il vecchio libraio, non è rilevabile nelle carte geografiche, ma grazie a un libro a fumetti che Paul aveva preso da una casa abbandonata, si scopre che gli animali magici abitano nell'isola di Naboombu: c'è tutto quel che serve per poterla individuare grazie al pomo d'ottone e al letto volante. Miss Price, i bambini e il signor Browne fuggono col loro letto fatato verso l'isola di Naboombu, dove vengono pescati da un orso e finiscono coinvolti in una partita di calcio giocata da animali parlanti. Alla fine Emelius ruba il talismano al re e fugge insieme ai ragazzi e a Eglantine con il letto.
Tornati nella casa di Pepperinge Eye scoprono che il talismano è scomparso perché non ha retto al passaggio tra i due mondi. Per fortuna Paul ricorda la formula grazie al libro. Tutti cercano di testarla ma combinano un disastro e gli oggetti, improvvisamente animati, sfuggono al controllo. Tali avventure sembrano aver avvicinato miss Price e il signor Browne, ma proprio quando lui sta per dichiararsi arriva l'addetta allo smistamento dei bimbi.
Così Emelius si congeda seduta stante e si reca alla stazione per tornare in treno a Londra. Durante la notte, un'avanguardia di soldati nazisti, sbarcati sulle coste inglesi, prendono in ostaggio miss Price in casa insieme ai bambini e i quattro vengono rinchiusi nel castello-museo del paese. Accortosi del nemico, Emelius rinuncia a prendere il treno, avendo la certezza che miss Price sia in pericolo: testa dunque su se stesso uno degli incantesimi, trasformandosi in coniglio, e con tali sembianze raggiunge miss Price ed i bambini. Ritornato quindi uomo, con il loro aiuto convince la reticente miss Price a usare di nuovo l'incantesimo del mago Astoroth. La donna dà vita così ad un esercito di armature che prendono vita e ricacciano in mare i soldati tedeschi terrorizzati; l'incantesimo conclusivo dell'apprendistato serve in tal modo a miss Price per mettere fine alla tentata invasione. Per ripicca, però, il comandante dei tedeschi decide di far esplodere il laboratorio di miss Price: tutti i fogli su cui erano conservate le formule degli incantesimi vengono così distrutti, e miss Price, che stava volando alla testa del suo esercito su una scopa, cade a terra e decide di smettere di essere una strega. Carrie, Paul e Charlie restano con miss Price, mentre il signor Browne parte con l'esercito, anche se promette di tornare da loro dopo aver espletato gli incarichi e arriva a baciare Miss Price prima di partire. Carrie e Charlie sono tristi, poiché le loro avventure sono concluse, ma Paul fa notare di avere ancora il pomo magico.

## Produzione
Il film fu iniziato da Walt Disney e i suoi collaboratori prima che P. L. Travers, autrice di Mary Poppins, desse il via libera per un film tratto dai suoi romanzi per bambini. La pellicola Pomi d'ottone e manici di scopa venne perciò sospesa quando la Travers cedette i diritti d'autore alla Disney. Dopo il gran successo di Mary Poppins del 1964, la Disney spinse per avere ancora nel ruolo di protagonista Julie Andrews. Difatti, in Pomi d'ottone e manici di scopa appaiono analoghe magie, musiche, segmenti animati - oltretutto dirette dallo stesso regista Robert Stevenson - e avente come co-protagonista David Tomlinson, che recitò brillantemente la parte di Mr. Banks. Per paura di essere identificata con la stessa figura e rifare dunque un doppione dello stesso genere, la Andrews rifiutò; qualche mese dopo cambiò idea, ma Angela Lansbury aveva già firmato per la parte della protagonista Eglantine Price.
Il film lanciò al gran pubblico la Lansbury, che in un'intervista alla D23 confessò che la storia le ricordava la sua adolescenza. Disse: «Come miss Price, ero in Inghilterra quando scoppiò la Seconda Guerra Mondiale. Mia madre mi offrì la possibilità o di essere evacuata da Londra per andare in un collegio di campagna oppure di rimanere a studiare recitazione a casa. Scelsi quest'ultima opzione senza esitazione».
Nella scena della laguna di Naboombu la canzone che cantano Angela Lansbury e David Tomlinson doveva essere usata per Mary Poppins, nell'episodio della Bussola magica che portava Mary ed i bambini in giro per il mondo. Questo episodio fu poi tagliato dal film Mary Poppins e, visto che questa canzone avanzava, fu adoperata per Pomi d'ottone e manici di scopa.

### Ricostruzione del film per il 25º anniversario

Il re degli animali

Dopo aver riscoperto una canzone tagliata dal film, Step in the Right Direction, presente addirittura nella colonna sonora del 1971, si è deciso di tentare la ricostruzione del film con la sua durata originale. Molta pellicola è stata ritrovata, ma alcuni segmenti di "Portobello Road" hanno richiesto una ricostruzione con un lavoro di stampa ed una ricolorazione digitale per raggiungere la qualità della pellicola. Il metraggio per Step, però, non è stato ricollocato all'interno del film perché incompleto, ma la nuova edizione comprende diverse nuove canzoni scoperte, incluso un assolo di Angela Lansbury, Nobody's Problems. Il pezzo fu tagliato prima della première del film. Angela fece solo una registrazione di prova, cantando solo con un pianoforte poiché l'orchestra sarebbe stata aggiunta in seguito. Quando la canzone fu tagliata, l'orchestra non fu aggiunta nella pellicola e si è provveduto a farlo per la nuova edizione estesa.
Ricostruendo il film fu chiesto ad Angela Lansbury, Roddy McDowell ed altri attori di ridoppiare le loro parti di alcune tracce parlate che non erano restaurabili. Anche se David Tomlinson era in vita quando fu ricostruito il film, non gli fu possibile provvedere alla post-sincronizzazione per Emelius Browne: è stato chiamato quindi un altro attore le cui intonazioni, in alcuni casi, sono state criticate perché non rassomigliavano a quelle del Tomlinson originale.
Elementi della partitura sono stati sia spostati o estesi dove era necessario per beneficiare del "nuovo" materiale.
Quando il film fu proiettato per l'Academy dopo il suo restauro, la folla esplose in una standing ovation dopo l'esecuzione della canzone Nobody's Problems.

## Colonna sonora
La colonna sonora del film Pomi d'ottone e manici di scopa è stata curata da Irwin Kostal, Richard M. e Robert B. Sherman.
Bedknobs and Broomsticks, colonna sonora originale del film "Pomi d'ottone e manici di scopa", ha avuto 2 pubblicazioni ufficiali:
- 1971 - Bedknobs and Broomsticks (Buena Vista Records), LP con 11 brani;
- 2002 - Bedknobs and Broomsticks (Walt Disney Records), CD con in più Nobody's Problems, Solid Citizen ed il demo The Fundamental Element.

1. Overture/The Old Home Guard - (Orchestra & Home Guardsmen)
2. The Age of Not Believing - (Angela Lansbury)
3. With a Flair - (David Tomlinson)
4. A Step in the Right Direction - (Angela Lansbury)
5. Eglantine/Don't Let Me Down/Eglantine (reprise) - (David Tomlinson & Angela Lansbury)
6. Portobello Road - (David Tomlinson, children & vendors)
7. Portobello Street Dance - (David Tomlinson)
8. The Beautiful Briny - (David Tomlinson, Angela Lansbury & the Beautiful Briny Band)
9. Substitutiary Locomotion - (Angela Lansbury, David Tomlinson & children)
10. Reprises: Eglantine & Portobello Road - (Angela Lansbury & David Tomlinson)
11. Finale - (Orchestra & Guardsmen)

## Distribuzione
Negli Stati Uniti Bedknobs and Broomsticks (Pomi d'ottone e manici di scopa) è stato proiettato nelle sale cinematografiche a partire dal 7 ottobre 1971. Dopo la première (in cui fu proiettato nella versione da 139 minuti, un po' più lunga per la canzone ''a step in the right direction'' allora presente nel film), il film è stato tagliato a 117 minuti.
Canzoni come A Step In The Right Direction e With A Flair furono rimosse interamente, come anche la sotto-trama con al centro il personaggio di Roddy McDowall, il momento del numero centrale di danza a "Portobello Road", tagliato di 6 minuti, ed un assolo di Angela Lansbury in Nobody's Problems. Tuttavia (solo negli USA e quindi solo in lingua inglese) il film sarebbe poi uscito in Home Video anche nella sua durata originale di 139 minuti (unica canzone mancante, A Step In The Right Direction).

### Edizione italiana
In Italia Pomi d'ottone e manici di scopa fu proiettato al cinema nell'ottobre del 1972, un anno dopo l'uscita negli Stati Uniti. La versione italiana del film è stata curata da Roberto De Leonardis, dialoghista del film e paroliere delle canzoni con il nome di Pertitas; il doppiaggio venne eseguito dalla C.D. presso la Fono Roma sotto la direzione di Giulio Panicali. La direzione musicale del film venne affidata a Pietro Carapellucci.
Il film uscì di nuovo nelle sale cinematografiche nel 1981. In quell'occasione, oltre ad essere tagliata di circa 20 minuti che corrispondevano alle canzoni The Home Old Guard, The Age of Not Believing ed Eglantine, la pellicola presentava un missaggio differente.

### Edizioni home video
In Italia il film è stato edito in VHS 3 volte: nel 1991, nel 1997 e nel 2004 nella versione ridotta (non solo la seconda versione cinematografica, ma anche altre versioni ridotte ad hoc, con missaggi quasi tutti differenti l'uno dall'altro).
Tra 2002 e il 2003, per i mercati anglofoni e per quello francese, il film è stato pubblicato in DVD nella versione estesa di 134 minuti; per il mercato italiano, il DVD arriva il 22 settembre 2004 e riporta alla luce l'edizione italiana da 117 minuti (che diventano 112 per effetto della velocizzazione del PAL) reintegrando le parti di doppiaggio perdute a partire da un 16 mm.

## Accoglienza

### Critica
Il film ha ricevuto recensioni generalmente positive da parte della critica cinematografica. Su Rotten Tomatoes il film ha una percentuale di gradimento del 67% sulla base di 36 recensioni, il consenso critica del sito cita: «Pomi d'ottone e manici di scopa spesso sembrano una pallida imitazione di un certo guardiano magico e delle sue protezioni, ma un cucchiaio dell'arguto potere da star di Angela Lansbury aiuta a diminuire la derivazione». Alcune critiche al film erano rivolte al fatto che il film fosse troppo simile a Mary Poppins.

## Riconoscimenti
1972 - Premi Oscar
- Migliori effetti speciali a Alan Maley, Eustace Lycett e Danny Lee
- Nomination Migliore scenografia a John B. Mansbridge, Peter Ellenshaw, Emile Kuri e Hal Gausman
- Nomination Migliori costumi a Bill Thomas
- Nomination Migliore colonna sonora - Adattamento con canzoni originali a Richard M. Sherman, Robert B. Sherman e Irwin Kostal
- Nomination Migliore canzone (The Age of Not Believing) a Richard M. Sherman, Richard B. Sherman

1972 - Golden Globe
- Nomination Miglior attrice in un film commedia o musicale a Angela Lansbury

1973 - Sant Jordi Awards
- Miglior film per bambini a Robert Stevenson